# Campaña balcánica de Alejandro Magno
La campaña balcánica de Alejandro Magno tuvo lugar en 335 a. C., contra diversos territorios que se rebelaron contra el reino macedonio poco después de la muerte de Filipo II. Alejandro pacificó Grecia y también a los pueblos del norte colindantes con éxito.

## Antecedentes
En 336 a. C., mientras asistía a la boda de su hija Cleopatra y su cuñado Alejandro I de Epiro en Egas , Filipo II fue asesinado. Alejandro, el hijo de Filipo, y heredero designado previamente, fue proclamado rey por los nobles macedonios y el ejército.
La noticia de la muerte de Filipo hizo que muchos estados se rebelaran incluyendo Tebas, Atenas, Ambracia, otros territorios griegos, Iliria y las tribus tracias. Iliria y las tribus tracias añoraban las dinastías de sus ancestros, mientras las ciudades griegas, pese a que los macedonios las habían vencido militarmente con anterioridad, no aceptaban tampoco la sumisión a la realeza macedonia y estaban en estado de gran agitación. Cuando la noticia de la revuelta llegó a Alejandro respondió rápidamente. Aunque sus asesores le aconsejaron que abandonara Grecia o que usara la diplomacia, Alejandro reunió la caballería macedonia de 3.000 hombres y se dirigió hacia Tesalia, vecino inmediato de Macedonia al sur. Los tesalios reconocieron a Alejandro como jefe de su ejército y su caballería fue añadida a las fuerzas macedonias.
Alejandro se detuvo en las Termópilas, donde fue reconocido como el líder de la Liga Sagrada. Luego llegó a un acuerdo amistoso con los ambraciotas y se dirigió al sur. Atenas pidió la paz y Alejandro recibió a sus enviados y perdonó a todos los que no se habían involucrado en el levantamiento. En Corinto, se le dio el título de "Hegemón" de las fuerzas griegas contra los persas. Después de esto, Alejandro regresó a Macedonia. Mientras estaba en Corinto, escuchó la noticia del aumento de Tracia hacia el norte.

## Tracia
En la primavera del 335 a. C., Alejandro se internó en Tracia para hacer frente a la sedición de los tribalos. El ejército macedonio marchó hasta el monte Hemo, donde se encontraron con una guarnición de Tracia. Los tracios habían construido una empalizada de carros, que tenían la intención de lanzar a los macedonios cuando se acercaran. Alejandro ordenó a su infantería que, cuando se lanzaran los carros, abrieran las filas o echaran el cuerpo a tierra a la vez que se protegieran con sus escudos. En efecto, los macedonios pudieron así solventar los carros enemigos sin tener bajas. Luego los arqueros macedonios dispararon sus flechas para proteger a las unidades macedonias, que llegaron a la cima de la montaña y pusieron en fuga a los tracios.
Mientras tanto, un gran ejército de tribalos dirigido por su rey, Sirmo, hizo frente a los macedonios. Los tribalos se retiraron a un barranco, desde donde fueron atraídos por los honderos y arqueros de Alejandro hasta un área más llana, donde fueron aplastados por la infantería y la caballería de Alejandro, dejando tras de sí 3000 muertos. Los macedonios marcharon al río Danubio, donde se encontraron con las tribus getas en la orilla opuesta. Como los barcos enviados por Bizancio en apoyo de Alejandro no lograron entrar en el río, el ejército de Alejandro hizo balsas con sus tiendas de cuero. Una fuerza de 4000 soldados de infantería y 1500 de caballería cruzó el río, ante el asombro del ejército de los getas. El ejército geta se retiró después de la primera escaramuza con la caballería, dejando su ciudad al ejército macedonio. Después de esas victorias, llegaron hasta Alejandro embajadores de todos los pueblos que habitaban junto al Danubio para ofrecer su amistad al rey macedonio.

## Iliria
Mientras aún estaba en Tracia, llegaron noticias a Alejandro de otra sublevación de dos reyes de tribus ilirias, Clito y Glaucias, así como de la amenaza de otra tribu, la de los autariatas, que podría atacarles a su paso.
Entonces, los agrianes, una tribu tracia bajo el mando de Lángaro, que ya había sido aliado de los macedonios en tiempos de Filipo, se presentaron ante Alejandro para ofrecerle su apoyo, y fueron enviados a atacar a los autariatas, a los que arrasaron.
Alejandro marchó hacia Pelión, ciudad ocupada por Clito. Los macedonios, que seguían contando con soldados de la tribu de los agrianes, acamparon junto al río Eordaico y pusieron cerco a la ciudad. Entretanto llegó el ejército de Glaucias, por lo que la situación se tornó peligrosa para los macedonios, que podían verse atacados por varios frentes e incluso la retirada debía hacerse por un terreno desfavorable. Entonces Alejandro decidió hacer una demostración con maniobras de su ejército en las que se apreciaba su estricta disciplina. En un momento dado, avanzaron hacia los ilirios, que en su mayor parte se retiraron hacia la ciudad mientras un grupo que permanecía en una colina se retiró a otras zonas elevadas. Luego, cuando el ejército macedonio proseguía su retirada cruzando el río, los ilirios se lanzaron contra ellos con intención de sorprender a la retaguardia del ejército, pero los macedonios lograron montar en la orilla del río máquinas de guerra que lanzaron proyectiles y ayudaron a repeler el ataque.  
Tres días después, en un ataque por sorpresa durante la noche, parte del ejército macedonio atacó el campamento de los ilirios y los derrotaron con facilidad. Glaucias y Clito escaparon después de que este último hubiera prendido fuego a la ciudad.

## Tebas
También en 335 a. C. tuvo lugar el ataque de los macedonios a la ciudad de Tebas, que se había rebelado contra la guarnición macedonia que estaba en la ciudad. Ante las murallas de Tebas, Alejandro había prometido la amnistía a los que se pasasen a su lado, pero los tebanos, pese a su inferioridad numérica, seguían dispuestos a luchar. Tras duros enfrentamientos, los macedonios tomaron, arrasaron y saquearon la ciudad. Luego, en torno a 30 000 tebanos fueron vendidos como esclavos. Solo se libraron algunos que fueron amnistiados y otros que lograron escapar.

## Consecuencias
Tras esta campaña, los territorios de Macedonia y sus vasallos de los Balcanes quedaron de nuevo sometidos a Alejandro, que había demostrado saber aplicar estrategias con eficacia, así como utilizar las virtudes de su ejército en cuando a disciplina y equipamiento. Tras asegurar su posición, Alejandro ahora era finalmente libre para emprender la campaña persa que había sido planeada durante tanto tiempo por su padre.